# Labastide-Savès
Labastide-Savès település Franciaországban, Gers megyében. Lakosainak száma 187 fő (2022. január 1.). Labastide-Savès Cazaux-Savès, Noilhan, Pompiac és Samatan községekkel határos.

## Népesség
A település népességének változása:
| Lakosok száma | 128  | 112  | 116  | 136  | 152  | 161  | 174  | 179  | 180  | 187  |
|               | 1968 | 1982 | 1990 | 2006 | 2013 | 2015 | 2017 | 2019 | 2020 | 2022 |